# Tršić
Pour l’article homonyme, voir Tršić (Zvornik).
Tršić prononcé en français : /təʁʃitʃ/ (en serbe cyrillique : Тршић) est une localité de Serbie située sur le territoire de la Ville de Loznica, district de Mačva. Au recensement de 2011, elle comptait 1 135 habitants.
La localité, officiellement classée parmi les villages de Serbie, est située à 9 km de Loznica. Tršić a vu naître Vuk Stefanović Karadžić, le grand réformateur de la langue serbe.

## Démographie
| 1948 | 1953  | 1961  | 1971  | 1981  | 1991  | 2002  | 2011  |
| ---- | ----- | ----- | ----- | ----- | ----- | ----- | ----- |
| 986  | 1 098 | 1 149 | 1 156 | 1 214 | 1 210 | 1 263 | 1 135 |

|  |